# Pont de Can Bia
Le pont de Can Bia est un pont routier situé à Arles-sur-Tech, dans le département français des Pyrénées-Orientales. Situé en amont du village, il permet de relier celui-ci à la rive droite du Tech, auparavant accessible uniquement par un radier. Il succède à d'autres ponts, situés dans la même zone, également appelés pont de Can Bia, et qui ont été détruits au cours du XXe siècle.

## Emplacement

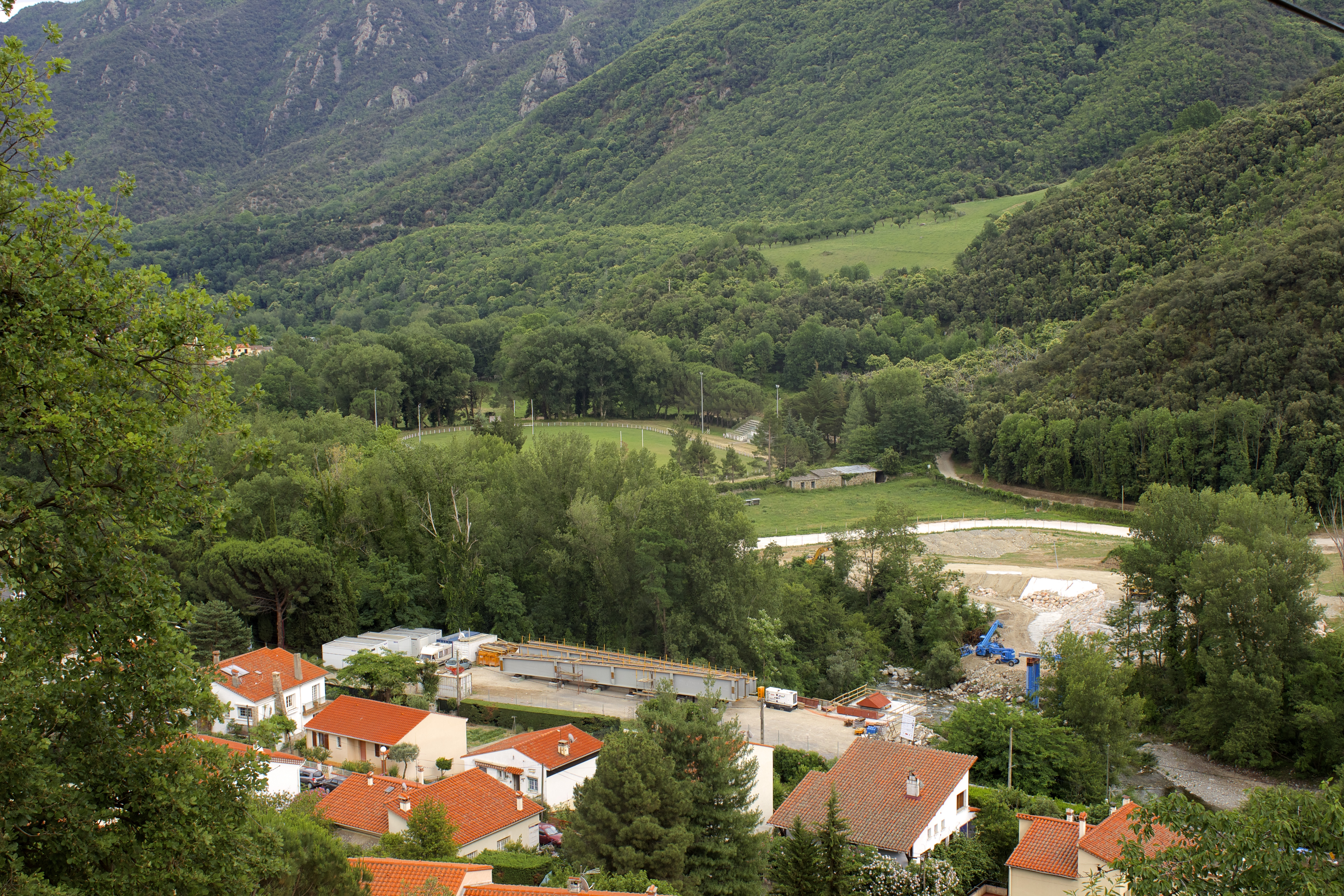
Le site du pont depuis la rive gauche pendant la reconstruction de 2014. Au premier plan, des quartiers pavillonnaires, puis le chantier du pont, à gauche, le stade et en arrière-plan, la rive droite garnie de forêts et de pâturages.

Le pont est situé légèrement en amont du village d'Arles-sur-Tech, sur le fleuve Tech. Il débouche d'une part sur la route départementale 115 reliant Arles-sur-Tech et le haut Vallespir et d'autre part sur une voie forestière.
Il permet de relier la rive gauche d'Arles-sur-Tech, qui abrite le centre-ville et la plupart des quartiers résidentiels, avec la rive droite, peu urbanisée, mais sur laquelle se trouve le stade et des lieux culturels ou touristiques tels que l'église Sainte-Croix de Quercorb, la cascade Salt de Maria Valenta. Ce pont devrait permettre de désenclaver cette rive droite et d'en assurer le développement économique.

## Historique

### Avant 1940
Avant 1940, un pont se situait à Can Bia. Il fut détruit par l'Aiguat de 1940, comme la plupart des ouvrages d'art (ponts, voie ferrée) du Vallespir.

### Le pont en béton précontraint
Un nouveau pont fut construit à Can Bia en 1953. Il est un des premiers ponts en béton précontraint de France, et l'un des quatre à bénéficier de la technique de la précontrainte extérieure, abandonnée ensuite,. Cependant, l'usure des câbles en acier qu'il contient le rend dangereux et amène les autorités à fermer ce pont à la circulation en 1984, puis à le détruire en 1987.
Ce pont, constituée d'une seul travée de 60 m, était supporté par 58 tendons de 12 câbles métalliques de 7 mm de diamètre. Ils étaient enduits de peinture bitumeuse destinée à les protéger de la corrosion. Cependant, deux inspections, en 1960 et 1980, ont montré que trente, puis cinquante câbles sont rompus, usés par la tension et la corrosion due à des infiltrations d'eau, la peinture bitumeuse s'étant révélée insuffisante à les protéger .

### Le nouveau pont

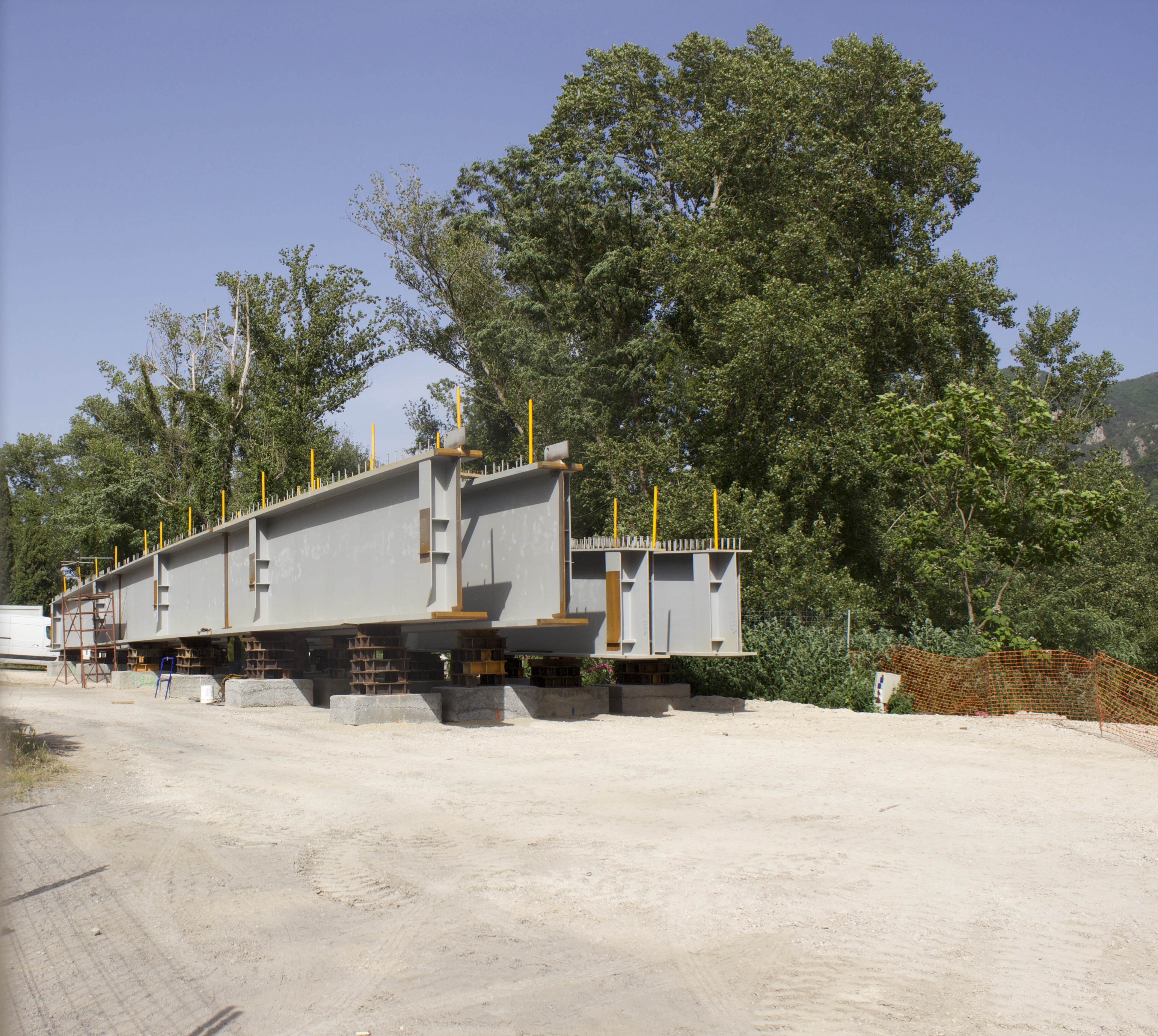
Les poutres métalliques en cours de soudage, en juin 2014.

Un nouveau pont est construit en 2014 à l'emplacement du pont détruit en 1987. Ses éléments, fabriqués ailleurs, sont assemblés sur place en mai et juin 2014 pour une ouverture en juillet de la même année.

## Description
Le pont, long de 62 m, est porté par deux poutres métalliques de 63 m de long. Il a une largeur de 8,10 m et porte une chaussée pour automobiles et deux trottoirs.